# Estabilizador vertical

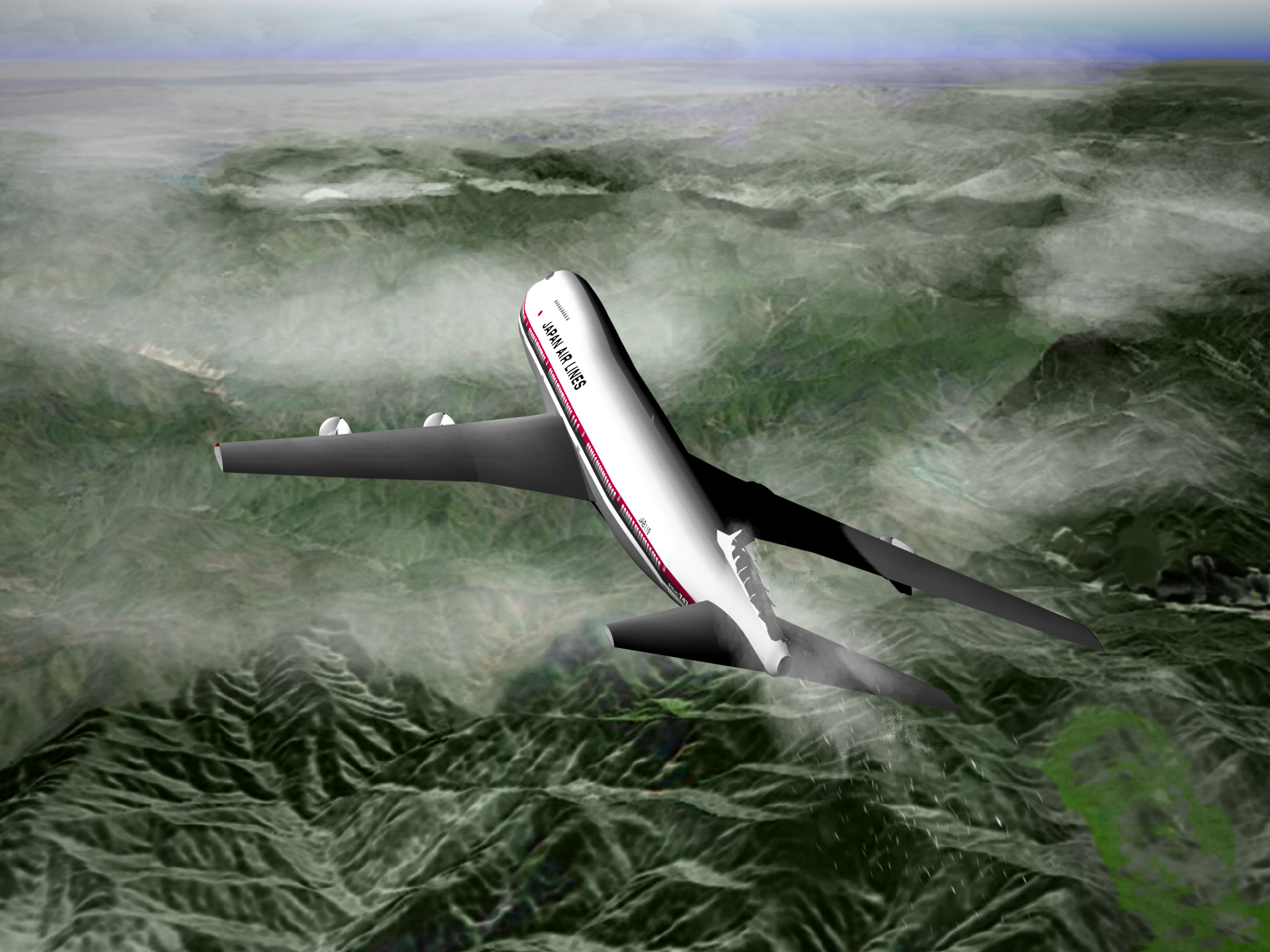
O Boeing 747 envolvido no acidente do Voo Japan Airlines 123, onde ouve uma descompressão explosiva que expeliu o estabilizador vertical da aeronave

O estabilizador vertical, também conhecido como fins, são partes de uma da fuselagem de aeronave, bomba ou míssil tipicamente encontrados no final do corpo, servindo para reduzir o empuxo aerodinâmico e providenciar estabilidade de direção. É um componente análogo skag em barcos e navios.

Boeing B-29 Superfortress demonstrando seu único estabilizador vertical

Em aeronaves, estabilizadores verticais geralmente está dispostos verticalmente para cima. Esses também são conhecidos como cauda vertical, e fazem parte empenagem da aeronave. Tal posição de montagem apresenta dois benefícios maiores: o arrasto do estabilizador aumenta a velocidade a qual é criada no nariz, o qual ajuda a diminuir a velocidade da aeronave, prevenindo perder o controle por velocidade excessiva. O estabilizador produz sustentação que neutraliza-a e mantém e aeronave na posição vertical com ausência de entrada de controle ativo. Se o estabilizador vertical for montado na carenagem inferior, pode ocorrer a produção de positive feedback, mesmo se a aeronave estiver em mergulho, o que decorre com instabilidade inerente. O trilho final do estabilizado é tipicamente móvel, e chamado de leme (navegação); isso possibilita o controle pelo piloto em eixo vertical "yaw".
É decorrente o uso de rádio navegação ou antena transceptor de airband, os quais são dispostos na ou dentro da cauda vertical. Em aeronaves trijet o estabilizador vertical possui um motor central disposto nela.
Estabilizadores verticais, ou barbatanas, são também utilizados em automóveis, especialmente em carros de automobilismo, com uso extensivo em Formula 1 e Protótipo de Le Mans.
Alguns modelos de aeronaves possuem uma barbatana ventral sobre a parte final da fuselagem. Normalmente tais são menores, que podem ser dobradas para os lados, possibilitando a aterrissagem. Ambas aeronaves experimentais, caso do North American X-15 e do Dornier Do 335 usam diferentes formas de cauda cruciforme como superfície de estabilidade.

## Tipos

### Única

#### Cauda convencional

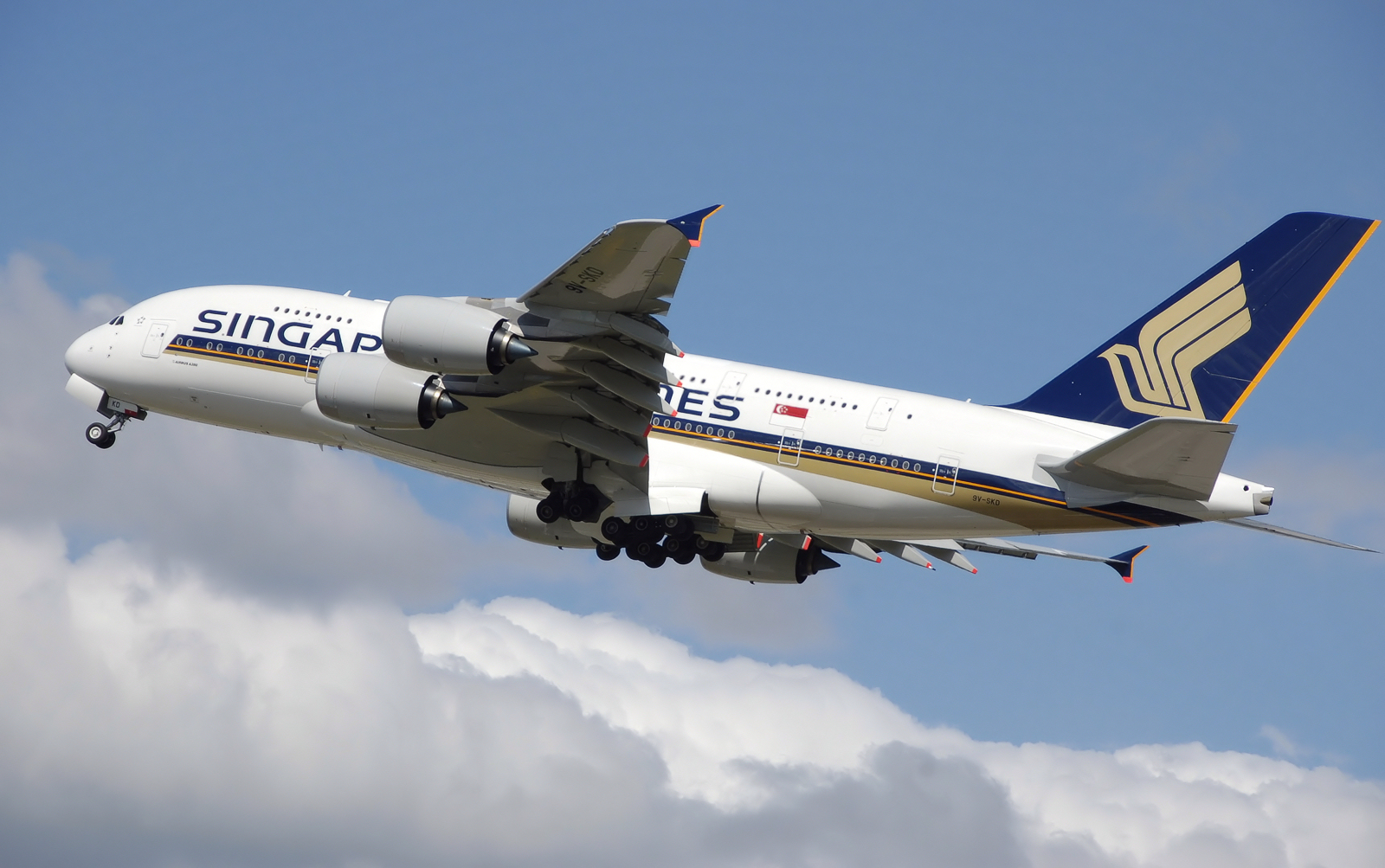
Cauda convencional de um Airbus A380, com estabilizador vertical

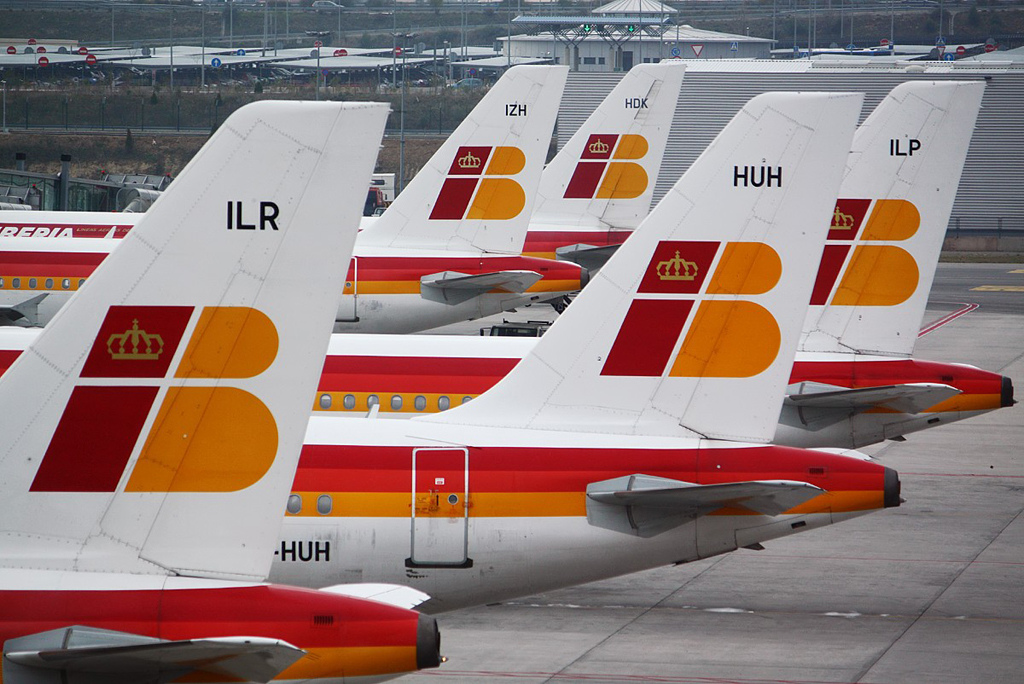
Cauda de um Iberia no aeroporto Aeroporto de Madrid-Barajas

Estabilizadores que são montados exatamente verticalmente, e o estabilizador é diretamente montado para empenagem. Essa é a configuração de estabilizador mais comum.

#### Cauda em T
A Cauda em T é um estabilizador horizontal montado no topo do estabilizador vertical. é bastante comum em aeronaves com motores dispostos na parte traseira, caso dos Bombardier CRJ200, Fokker 70, Boeing 727, Vickers VC10, Ilyushin Il-62 e Douglas DC-9, e os planadores de mais alto desempenho.
Aeronaves com Cauda em T são mais suscetíveis a envergar em altos ângulos de ataque. Tal problema resulta da redução da capacidade de lifting dos estabilizadores e sua passagem pelas asas em ângulos moderados de ataque. Tal pode também resultar em condição de stall.
Caudas em T apresentam desafios estruturais desde que carregam o estabilizador horizontal e podem transmitir suas tensões para a cauda vertical.

#### Cauda cruciforme
A cauda cruciforme é arranjada em cruz, como a configuração mais comum ter a estabilizador horizontal em intersecção com a cauda vertical, em algum lugar perto do meio. O PBY Catalina possuí essa configuração.

### Estabilizadores múltiplos

#### Cauda em H

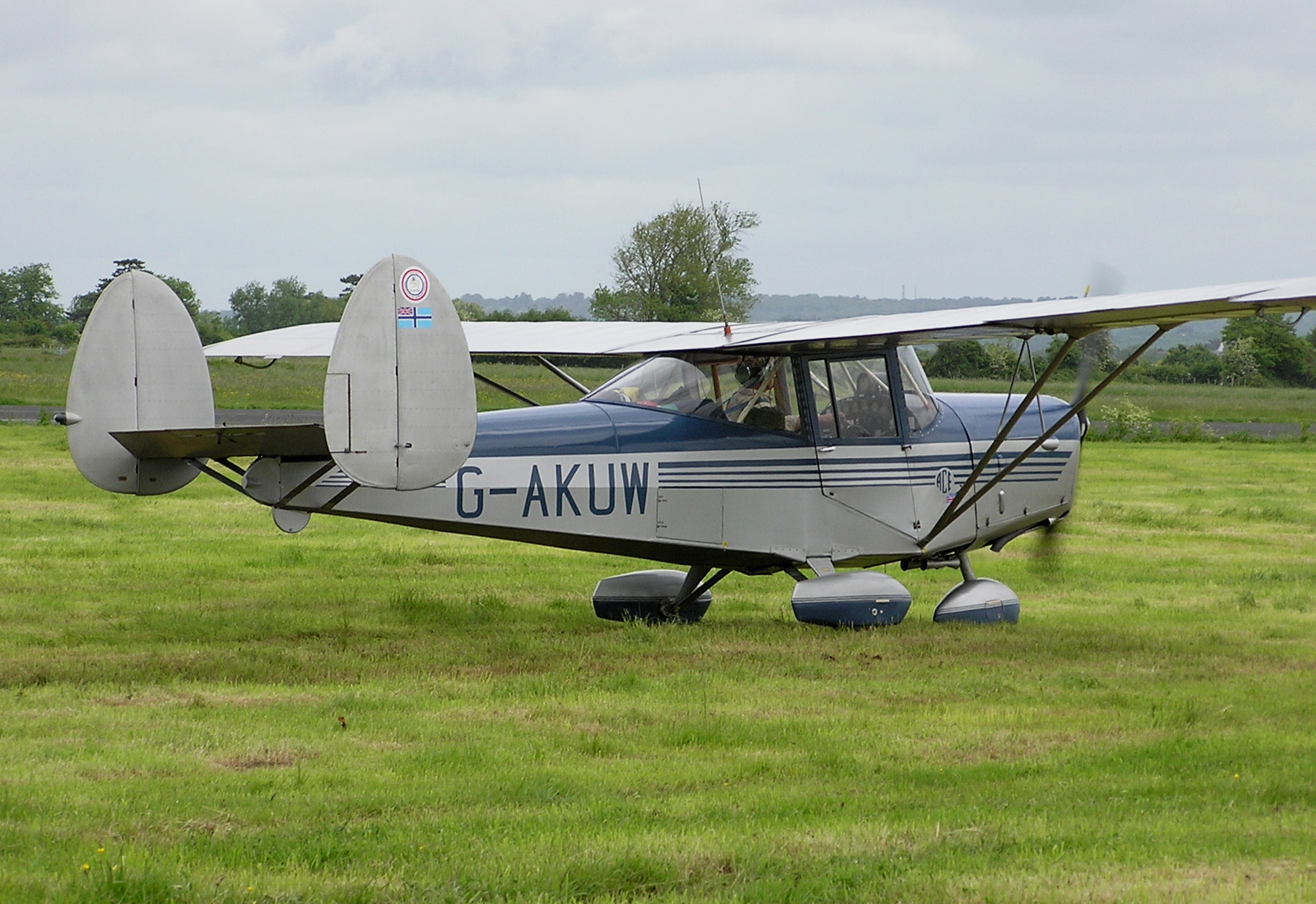
A cauda em H de um Chrislea Super Ace, construído em 1948

Diferentemente do estabilizador único vertical, a cauda em H possui dois. Estes são arranjados verticalmente, com intersecção ou moldados no final do estabilizador horizontal. O Beechcraft Model 18 e muitas aeronaves militares, como o F-14, F-15, e o F/A-18 usam esta configuração. O F/A-18, o F-22 Raptor, e o F-35 Lightning II possuem barbatanas inclinadas para fora, até o ponto que elas possuem autoridade sobre as superfícies de controle horizontais; ambas aeronaves foram desenvolvidas para defletir seus lemes para ajudar no momento de decolagem.

#### Cauda tripla

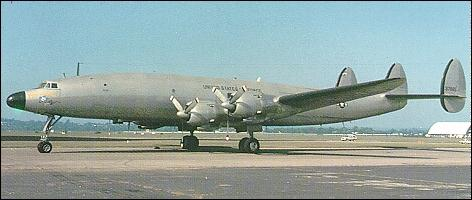
Um Lockheed Constellation com cauda tripla

Uma variação da cauda em H, há a com três estabilizadores. Um exemplo dessa configuração é o Lockheed Constellation. O Constellation foi feito para aumentar ao máximo a aérea dos estabilizadores verticais,

## Barbatanas
Os estabilizadores verticais muitas vezes emprega um filler ou "barbatana dorsal" que ajuda a aumentar o ângulo de stoll da superfície vertical, e prevenir o fenômeno de bloqueio e reversão de leme. O bloqueio de leme ocorre quando a força do leme desviado de repente inverte como os estabilizadores verticais. Isso pode deixar o leme preso e sem deflexão completa, impossibilitando retificação pelo piloto. O fillet é muitas vezes chamado de barbatana dorsal.

## Uso em automóveis

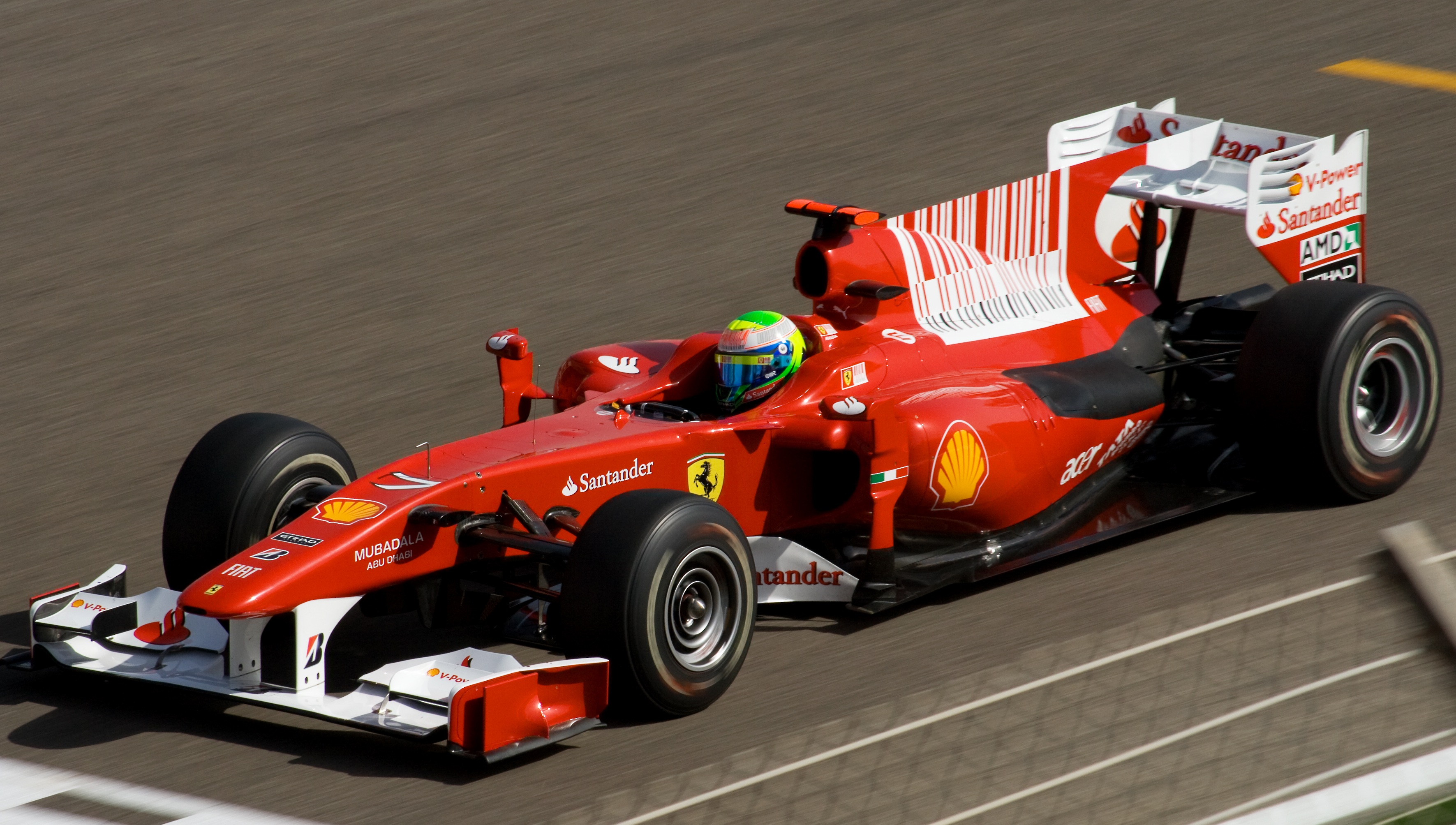
Ferrari F10

Enquanto estabilizadores verticais podem também ser usado em alguns carros de corridas, assim como presente no em 1955 no Jaguar D-Type, o conceito começou a ser espalhado até recentemente quando o conceito ressurgiu na Formula 1 e na 24 Horas de Le Mans. Com o propósito ostensivo de redução primária de arrasto em altas velocidades, a introdução do yaw induzia o aumento do vento sobre o automóvel, o que poderia virar o carro devido ao alivio aerodinâmico quando sujeitos a ângulos extremos em curvas ou em uma derrapagem. Em conformidade a tal, alguns times de formula 1 utilizado a asa de forma que interrompesse o fluxo de ar para a asa traseira, reduzindo o arrasto, sendo o sistema mais radical o "F-duct" encontrado na McLaren MP4-25 (também na Ferrari F10); tal poderia divergir o ar com um duto na frente do carro, por demanda do piloto, através do túnel em uma barbatana vertical para a asa traseira reduzindo o arrasto nas retas. Tal sistema foi banido da Formula 1 em 2011. No caso de protótipos de Le Mans, o estabilizado vertical, chamado de "Big Honking Fin" tornou-se mandatório em todos os protótipos homologados.